# 大道あや
大道 あや（だいどう あや、1909年4月11日 - 2010年9月14日）は、広島県出身の日本の画家、絵本作家である。本名は大道アヤコ。
60歳から絵を描きはじめ草花や動物など生命に溢れる数百点の作品を残した。母は70歳を過ぎて絵を描き始め「おばあちゃん画家」として有名になった丸木スマ（1875年 - 1956年）、「原爆の図」で知られる画家の丸木位里は兄、丸木俊は義姉（兄嫁）である。

## 略歴
1909年、広島県安佐郡飯室村（現・広島市安佐北区）で農業および太田川で船宿を営む丸木金助・スマの子として生まれた。
安田高等女学校（現・安田女子中学校・高等学校）を卒業。結婚して広島市内で美容師となる。36歳の時、爆心地から2.5キロの三滝町（現広島市西区）の自宅で被爆した。金助とスマも同じ場所で被爆し、金助は翌年の春に死去している。
戦後は家業の花火工場で働くが、1967年には長男が花火工場の事故で負傷し、翌年には夫を爆発事故で亡くした。
悲しみと失意に沈むあやに親友が絵を描くことを勧め、1969年、60歳にして初めて絵を描きはじめた。1970年には兄の位里と俊夫妻が住む埼玉県東松山市へ転居。同年、《しかけ花火》が女流画家協会展に入選する。その後、画家としての大半を埼玉でおくることになる。
その後日本美術院展覧会に入選を重ね、院展院友、女流画家協会会員になる。
1975年からは絵本も描き始め、1976年には「こえどまつり」（福音館）でブラティスラヴァ世界絵本原画展優良賞を受賞した。
1979年に埼玉県越生町に、自身と母・丸木スマの絵を展示するオッペ美術館を開設した。その近くの「けとばし山」と名付けた小さな山のふもとに住み、畑仕事の傍ら日本画、絵本を描き続けた。「けとばし山」とは蹴飛ばしたらできそうなくらい小さな山という意味で、出生地の広島飯室の急峻な山々とは大きく異なっている。
被爆画家と呼ばれることもあるが、彼女の絵は明るく草花や動物など生命に満ちた作品が殆どである。唯一の例外が2000年彼女が91歳の時に描いた最初でそして最後となる9枚の原爆の絵であった。この作品の後二度と絵を描くことはなかった。生前あやは原爆投下数日後に広島に戻った兄夫婦の描いた「原爆の図」に対し、「原爆はあんなもんじゃない」、「兄さんたちは見てないから描けるんだ」と批判的だった。
原爆の図丸木美術館の岡村幸宣（ゆきのり）学芸員は「肉親のあやさんが、『原爆の図』に最も本質的な批判をしている点が興味深い。ある意味、『原爆の図』が神聖化されることからも救った」と語っていた。
あやは自分の絵について「犬やら猫やらがいて、いっぱい花が咲いてる絵を見たら、みんな『平和がええのう』と思うじゃろ」と話していた。兄夫婦が原爆を描いて反核を訴えたのに対しあやは平和を描くことで原爆を否定した。
2003年には広島にもどり、息子夫婦、孫たちと暮らしていた。2010年9月14日、心不全で亡くなる。遺骨は、広島の街を望む山の墓所に、母・スマ、兄・位里、俊らと共に埋葬されている。

## 年譜
- 1909年 広島県安佐郡飯室村（現・広島市）に生まれる。
- 1969年 60歳にして絵を描き始める。
- 1970年 兄の丸木位里夫妻の住む埼玉県東松山市に移る。
- 1970年 「しかけ花火」が女流画家協会展に入選。
- 1975年 はじめて絵本「ねこのごんごん」（福音館）を描く。
- 1976年 絵本「こえどまつり」（福音館）で世界絵本原画展・優良賞を受賞。
- 1979年 埼玉県越生町に、母の丸木スマとあや自身の絵を展示するオッペ美術館を開設。
- 2000年 91歳の時最初で最後の原爆の絵を描く。これ以降創作活動は行なっていない。
- 2010年 9月14日、死去。101歳だった。

## 母スマと娘あや

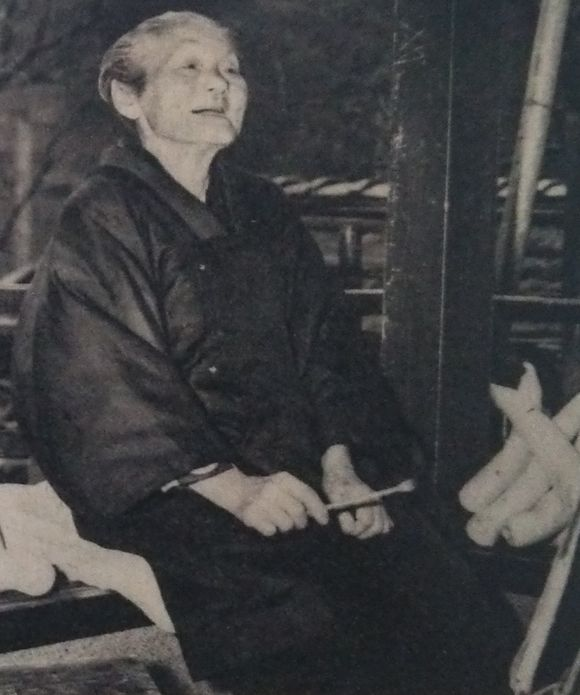
母・丸木スマ（1953年）

母スマが70歳を過ぎて丸木位里・俊に勧められ絵を描き始め「おばあちゃん画家」として有名になった。一方娘あやは兄夫婦と母と画家達に囲まれていたわけだが自分が絵を描くなどとは思ってもいなかったが60歳で絵筆を取ることとなった。母スマは戦前は旧飯室村で船宿をしきりながら畑仕事という忙しい日々を送っていた。娘あやも夫が花火工場を経営、自らも美容師としての多忙な人生であった。娘あやが絵を描き始めたときにはすでに母は他界していた。
この二人の苦難の半生の後に絵筆を取った稀有な人生を紹介した番組が、詩人アーサー・ビナードの進行でNHK日曜美術館で2008年9月7日に放送された。
母スマの作品も､素朴派と評され、2021年のベルナール・ビュフェ美術館「わしゃ、今が花よ 70歳で開花した絵心 丸木スマ展」等各地で展覧会を開き続けている。

## 主な作品
| 「しかけ花火」                       | 1970年 | 第25回女流画家協会展入選                             |
| 「野育ち」                           | 1971年 | 再興第56回院展入選                                   |
| 「鬼になる日」                       | 1972年 | 第27回春の院展入選                                   |
| 「いのり」                           | 1972年 |                                                      |
| 「彼岸花」                           | 1972年 |                                                      |
| 「見すてられたオンドリ」             | 1973年 |                                                      |
| 「瀬戸内」                           | 1973年 | 第28回女流画家協会展O夫人賞                          |
| 「五百羅漢」                         | 1973年 | 第28回女流画家協会展O夫人賞                          |
| 「ちちぶの夜祭」                     | 1975年 |                                                      |
| 絵本原画「ねこのごんごん」           | 1975年 |                                                      |
| 「かぐら」                           | 1975年 |                                                      |
| 「日曜日のハメルン」                 | 1976年 | 第31回春の院展入選                                   |
| 「ロンドンのフィッシュマーケット」   | 1976年 |                                                      |
| 「マイエンフェルトの鈴音」           | 1976年 |                                                      |
| 絵本原画「こえどまつり」             | 1976年 | 第6回ブラティスラヴァ世界絵本原画展 優良賞（1977年） |
| 「蛇祭り」                           | 1978年 |                                                      |
| 「小江戸祭」                         | 1979年 | 第34回春の院展入選                                   |
| 「越生のしし舞い」                   | 1980年 | 第34回女流画家協会展入選                             |
| 「軍鶏」                             | 1980年 |                                                      |
| 絵本原画「けとばしやまのいばりんぼ」 | 1980年 |                                                      |
| 「解放」                             | 1980年 |                                                      |
| 「けとばし山」                       | 1982年 |                                                      |
| 「収穫」                             | 1982年 |                                                      |
| 「海に咲く花」                       | 1982年 | 第35回女流画家協会展入選                             |
| 「婆ちゃんのお宝」                   | 1984年 | 第38回女流画家協会展入選                             |
| 「ヒロシマに原爆がおとされたとき」   | 2002年 |                                                      |